# Trichophora analis
Trichophora analis là một loài ruồi trong họ Tachinidae.